# Відкриття відьом
«Відкриття відьом» (англ. A Discovery of Witches) — британський телесеріал, заснований на однойменному романі Дебори Гаркнесс із її трилогії «Всі душі». Прем'єра серіалу відбулася з 14 вересня по 2 листопада 2018 року на телеканалі Sky One. 2 листопада 2018 року серіал був продовжений на другий і третій сезони. Другий сезон вийшов 8 січня 2021 року, а третій — 7 січня 2022 року на Sky One та Sky Max, відповідно.

## Сюжет
Історикиня-відьма Діана Бішоп випадково виявляє в Бодліанській бібліотеці Оксфорду зачарований манускрипт. Щоб розкрити таємні знання про магічні істоти, Діана змушена знову зануритися у світ магії. Їй допомагає Метью Клермонт, загадковий генетик і за сумісництвом вампір. Усупереч багатовіковій недовірі між відьмами і вампірами, Діана і Метт вирішують разом захистити книгу і розкрити приховані в ній таємниці, а заразом вистояти проти загроз надприродного світу.

## У ролях
- Тереза Палмер — Діана Бішоп, відьма, історикиня Єльського університету, вивчає алхімію в Оксфорді
- Метью Гуд — Метью Клермонт, вампір, біохімік
- Едвард Блюмел (Edward Bluemel) — Маркус Вітмор, син Метью, його колега
- Луїза Брілі — Джилліан Чемберлен, відьма, колега Діани
- Малін Буська (Malin Buska) — Сату Ярнівен, фінська відьма, членкиня Конгрегації відьом
- Аїша Гарт — Міріам Шепард, вампірка, колега Метью
- Оуен Тіл — Пітер Нокс, відьмак, високопоставлений член Конгрегації відьом
- Алекс Кінгстон — Сара Бішоп, тітка Діани
- Валері Петтіфорд (Valarie Pettiford) — Емілі Метер, кохана Сари
- Тревор Ів (Trevor Eve) — Герберт Орільякський (Сильвестр II)
- Ліндсі Дункан — Ізабо де Клермон, мати Метью, дружина хіміка Філіпа де Клермона[en].

## Список епізодів
| Сезони | Епізоди | Прем'єрний показ | Прем'єрний показ |
| Сезони | Епізоди | початок          | закінчення       |
| ------ | ------- | ---------------- | ---------------- |
| 1      | 8       | 14 вересня 2018  | 2 листопада 2018 |
| 2      | 10      | 8 січня 2021     | 8 січня 2021     |
| 3      | 7       | 7 січня 2022     | 7 січня 2022     |